# 젝스 캉통
젝스 캉통(프랑스어: Canton de Gex)은 프랑스의 캉통 중 하나로, 오베르뉴론알프 레지옹의 앵 주에 위치해 있다.
2015년 3월 프랑스 캉통 개편으로 소속 코뮌이 11개에서 7개로 줄었다. 관청 소재지는 젝스이다.

## 지리
젝스 아롱디스망에 속한 캉통이며, 해발고도는 최소 457m (셰브리)부터 1,720m (렐렉스)까지, 평균고도는 643m이다. 인구는 2014년 기준 29,557명이며 인구밀도는 km2당 301명이다.

## 인구
| 연도        | 인구   | ±% p.a. |
| ----------- | ------ | ------- |
| 2013        | 28,702 | —       |
| 2018        | 32,195 | +2.32%  |
| 출처: INSEE |        |         |

## 코뮌
젝스 캉통에는 다음과 같은 코뮌이 속해 있다.
| - 세시 - 디본레뱅 - 젝스 - 그리이 - 소베르니 - 베르손 - 베상시 |

## 같이 보기
- 앵 주의 캉통
- 프랑스의 캉통